# Beautiful Creatures – Eine unsterbliche Liebe
Beautiful Creatures – Eine unsterbliche Liebe (Originaltitel: Beautiful Creatures) ist ein US-amerikanischer Fantasyfilm aus dem Jahr 2013. Der Regisseur Richard LaGravenese produzierte den Film in Zusammenarbeit mit der US-Filmgesellschaft Alcon Entertainment und Warner Bros. Pictures. Er basiert auf dem Roman Sixteen Moons – Eine unsterbliche Liebe von Kami Garcia und Margaret Stohl. Der Film lief am 4. April 2013 in den deutschen Kinos an. Die Premiere war in Los Angeles am 6. Februar 2013 und lief seit dem 14. Februar 2013 in den amerikanischen Kinos.

## Handlung
In Gatlin, South Carolina, erwacht Ethan Wate von einem immer wiederkehrenden Traum von einem Mädchen, das er nicht kennt. In Voiceover-Erzählung beschreibt er seine Freude am Lesen von verbotenen Büchern, seine Verzweiflung über das Leben in Gatlin sowie seinen Traum, die Stadt für das College zu verlassen. Am ersten Schultag an der High School lernt er Lena Duchannes kennen, die dem Mädchen, von dem er träumt, ähnelt. Die anderen Klassenkameraden nehmen Lena nicht freundlich auf, verbreiten Gerüchte über Lenas Onkel Macon Ravenwood und deuten an, dass die Ravenwoods Teufelsanbeter sind. Vor allem Emily Asher, die Ex-Freundin von Ethan, hat es auf Lena abgesehen, da sie sofort merkt, dass es zwischen den beiden gefunkt hat. Als auch noch die Fensterscheiben des Klassenzimmers zerspringen, werden die Anfeindungen der anderen Schüler nur noch stärker. Nur Ethan hält zu ihr.
Auf der Fahrt nach Hause überfährt Ethan Lena beinah, da ihr Auto kaputt ging. Er nimmt sie mit und fährt sie nach Hause. Dabei entdecken sie ihre gemeinsame Liebe zur Poesie und, dass beide ihre Mutter verloren haben. Ethan ist fasziniert von dem Anwesen der Ravenwoods. Nachdem er von Macon verscheucht wird, kehrt er zum Anwesen zurück, um Lena ein Medaillon zu schenken, das er auf dem Friedhof gefunden hat.
Als die beiden das Medaillon berühren, lösen sie einen gemeinsamen Rückblick auf den Sezessionskrieg aus, bei dem Ethan bei sich zu Hause aufwacht. Macon missbilligt ihre Liebe und Zuneigung zueinander und verschwört sich mit Amma, der Haushälterin von Ethan und dessen Vater, um die beiden zu trennen. Doch Ethan und Lena trotzen den beiden und bleiben ein Paar. Ethan erfährt, dass Lena eine Hexe (Caster) ist. An ihrem 16. Geburtstag wird Lenas wahres Ich berufen, da entscheidet sich auch, ob sie ein guter oder ein böser Caster wird. Doch sie ahnt nicht, dass auf ihr ein dunkler Fluch liegt. Erst durch die Ankunft ihrer Cousine Ridley erfährt Lena vom Fluch. Im Amerikanischen Bürgerkrieg wurde der Freund von Genevieve Duchannes, Soldat Ethan Wate Carter, im Kampf erschossen. Da diese ihren Freund retten wollte, sprach sie einen verbotenen Zauber, der Genevieve auf die dunkle Seite zog und dafür ihrem Freund das Leben schenkte, den sie jedoch, auf die dunkle Seite gezogen, selbst sofort wieder tötet. Seit diesem Zeitpunkt sind alle Duchannes-Frauen von dem Fluch betroffen.
Macon erkennt, dass seine Schwester und Lenas Mutter Sarafine wieder unter den Lebenden weilen. Es stellt sich heraus, dass Sarafine in den Körper von Mrs. Lincoln, der Mutter von Ethans bestem Freund Link, geschlüpft ist. Diese will, dass Lena auf die dunkle Seite kommt, da sie eine der stärksten Caster aller Zeiten werden kann. Lena versucht zusammen mit Ethan und Amma, einer Seherin, den Fluch zu brechen. Dabei werden die beiden von der Seherin in eine unterirdische Bibliothek geführt, in der das Buch der Monde liegen muss, welches den Fluch rückgängig machen kann. Als Lena den Zauber findet, erkennt sie jedoch, dass sie Ethan dafür opfern muss. Da sie ihn zu sehr liebt, löscht sie Ethans Erinnerungen an sie, damit er ein normales Leben führen kann.
Währenddessen stellt sich heraus, dass Ridley mit Sarafine zusammen arbeitet. Ridley bändelt mit Link an, um diesen zu manipulieren. Am Tag der Nachstellung der Schlacht von Honey Hill erschießt Link Ethan.
Zur selben Zeit feiert Lena ihren 16. Geburtstag. Sie spürt, dass Ethan etwas zugestoßen ist und eilt ihm zur Hilfe, muss jedoch erkennen, dass Ethan tot ist. Sarafine taucht auf und fordert ihre Tochter auf, mit ihr auf die dunkle Seite zu kommen und so ihren Freund zu retten. Lena ist bereit, sich zu opfern, um dadurch Ethan sein Leben zu schenken. Doch genau in diesem Moment verwandelt sich Ethan in Macon. Wie sich herausstellt, hat Macon geahnt, dass Ethan sterben wird und sich in ihn verwandelt. Lena kämpft gegen die dunkle Seite und zerstört mit ihren Kräften Sarafine, die daraufhin den Körper von Mrs. Lincoln verlässt.
Sechs Monate später geht Ethan, der immer noch keine Erinnerungen an Lena hat, zusammen mit Link auf eine College-Tour durch die USA. Als er sich von Amma verabschiedet, bekundet er Lena gegenüber sein Bedauern, dass sie sich während ihrer Zeit an der Highschool nie besser kennengelernt haben. Lena schenkt ihm ein Buch, aus dem er eine Passage liest, die er damals mit Lena verband. Zur selben Zeit liest Lena in der unterirdischen Bibliothek in den Zauberbüchern. Man erfährt, dass sie halb guter und halb dunkler Caster ist. Als Ethan die Stadtgrenze überschreitet, erinnert er sich an alles. Er steigt aus dem Auto und ruft Lenas Namen. Sie hört ihn und wird von ihrer dunklen Seite befreit.

## Produktion
Alcon Entertainment kaufte im Jahr 2009 die Rechte an Beautiful Creatures. Zur selben Zeit konnte man auch den Regisseur Richard LaGravenese für das Projekt engagieren. Das Casting für den Film begann Ende 2011. Im Februar 2012 wurde Viola Davis als erste Rolle besetzt. Am 7. Februar 2012 gab das Studio bekannt, dass Jack O’Connell und Alice Englert für die Hauptrollen des Ethan Lawson Wate und Lena Duchannes besetzt worden sind. Jedoch musste O’Connell aus dem Film aussteigen, da es zu einer Terminüberschneidung kam. So übernahm Alden Ehrenreich O’Connells Rolle als Ethan. Es folgten Emma Thompson in der Doppelrolle als Sarafine und Mrs. Lincoln sowie Jeremy Irons als Macon Ravenwood.

### Dreharbeiten
Die Dreharbeiten begannen am 23. April 2012 in New Orleans und endeten am 26. Juni 2012. Die Postproduktion lief zwischen dem 5. Juli und 17. Dezember 2012. Für den Film wählte LaGravenese praktische Spezialeffekte.

### Synchronisation
| Rolle                 | Darsteller       | Deutsche Sprecher         |
| --------------------- | ---------------- | ------------------------- |
| Ethan Wate            | Alden Ehrenreich | Patrick Roche             |
| Lena Duchannes        | Alice Englert    | Sophie Rogall             |
| Macon Ravenwood       | Jeremy Irons     | Thomas Fritsch            |
| Amma                  | Viola Davis      | Sandra Schwittau          |
| Ridley Duchannes      | Emmy Rossum      | Stephanie Kellner         |
| Link                  | Thomas Mann      | Tim Schwarzmaier          |
| Mrs. Lincoln/Sarafine | Emma Thompson    | Monica Bielenstein        |
| Tante Del             | Margo Martindale | Regina Lemnitz            |
| Emmaline Duchannes    | Eileen Atkins    | Eva-Maria Lahl            |
| Emily Asher           | Zoey Deutch      | Luisa Wietzorek           |
| Larkin Ravenwood      | Kyle Gallner     | Constantin von Jascheroff |

## Veröffentlichung
Am 19. September 2012 wurde der erste Trailer zu Beautiful Creatures veröffentlicht. Der Film wurde für den 13. Februar 2013 angekündigt, wurde dann jedoch auf den 14. Februar verlegt. Am 4. April 2013 startete der Film in den deutschen Kinos.

## Rezeption

### Kritiken
„Die Rollen sind vertauscht, und Hexen dominieren das paranormale Milieu dieser Lovestory. Dennoch orientiert sich diese Verfilmung eines Bestsellers von Kami Garcia und Margaret Stohl sichtbar an den Vorlieben der ‚Twilight‘-Generation. Das vorgestellte Universum allerdings verdichtet sich auf die Familie. Dass die jugendliche Romanze Kitsch weitgehend vermeidet und die Magie von Worten und Gefühlen mehr betont als jene der Effekte, ist Autor-Regisseur Richard LaGravenese, einem romantischen Spezialisten, zu verdanken.“

„[…] Die dialoglastige Handlung lässt eher an eine Fernsehserie als einen Spielfilm denken, und tatsächlich entwickelt sich der Plot von Beautiful Creatures, als könne sich LaGravanese eine ganze TV-Staffel zum Erzählen Zeit lassen. Das Problem: Es passiert einfach gnadenlos wenig! Die dünne Story wird quälend in die Länge gezogen, ohne ansatzweise Dramatik oder spannungsgeladene Konflikte zu entwickeln. […]“

„«Beautiful Creatures» ist die äußerst schwache Umsetzung des Fantasyromans ‚16 Moons – Eine unsterbliche Liebe‘, die in dieselbe Kerbe haut wie die Romane der «Twilight»-Saga, dabei jedoch jede Art der Daseinsberechtigung vermissen lässt. Die Figuren sind blass und werden – mit Ausnahme einiger Altstars – ebenso blass verkörpert. Die Story nimmt ihren Lauf, wie man es von derartiger Genrekost erwartet, spart dabei aber jede Art von Überraschung aus und scheint bloß nichts riskieren zu wollen. Lediglich die Optik und ordentlich eingesetzte Effekte machen «Beautiful Creatures» immerhin ansehnlich – ein Grund, für diesen Streifen ein Kinoticket zu lösen, ist das aber noch lange nicht.“

„Für Fans von Young-Adult-Fantasy ist Beautiful Creatures ein unterhaltsamer Film mit guter (Neben-)Besetzung und einigen Lachern. Vom immer weiter wachsenden Einheitsbrei des Genres kann er sich allerdings nicht abheben.“

### Erfolg
Bei Produktionskosten von 60 Millionen US-Dollar spielte der Film bis zum 22. August 2013 etwa 60,05 Millionen US-Dollar wieder ein. In Deutschland wurde der Film von knapp 70.000 Zuschauern gesehen.